# Qualificazioni alla Coppa del Mondo di rugby 1999 - Americhe
Le qualificazioni americane alla Coppa del Mondo di rugby 1999 si tennero tra il 1996 e il 1998 su quattro turni e riguardarono 12 squadre nazionali (una delle quali, Guyana, si ritirò prima dell'inizio delle gare di qualificazione) delle Americhe; l'ultimo turno di qualificazione coincise con la terza edizione del campionato panamericano di rugby che si tenne a Buenos Aires nell'agosto 1998.
A tale ultimo turno erano già ammesse di diritto Argentina, Canada e Stati Uniti, mentre invece il Paraguay e l'Uruguay erano ammesse al terzo turno e il Cile al secondo turno.
Al primo turno si presentarono Bermuda, Bahamas, Barbados, Brasile e Trinidad e Tobago; Bermuda e Trinidad e Tobago passarono al secondo turno, da cui emerse il Cile che si giocò le proprie possibilità di qualificazione al terzo turno contro Paraguay e Uruguay.
Questi ultimi vinsero il proprio girone di qualificazione e presero parte al campionato panamericano, nel quale giunsero ultimi e furono destinati ai ripescaggi; l'Argentina fu campione panamericana e si qualificò direttamente per la Coppa del Mondo di rugby 1999 insieme a Canada e Stati Uniti.

## Situazione prima degli incontri di qualificazione
| Primo turno                                                                                          | Secondo turno                                                | Terzo turno                                     | Quarto turno                                                                     | Qualificate |
| --- | ------------------------------------------------------------ | ----------------------------------------------- | -------------------------------------------------------------------------------- | --- |
| Girone A: - Bahamas - Barbados - Bermuda Girone B: - Brasile - Guyana (ritirata) - Trinidad e Tobago | - Cile - Qualificata dal 1º turno - Qualificata dal 1º turno | - Paraguay - Uruguay - Qualificata dal 2º turno | Panamericano 1998: - Argentina - Canada - Stati Uniti - Qualificata dal 3º turno | Qualificate direttamente: - Campione panamericano - 2º classificato Panamericano - 3º classificato Panamericano Ai ripescaggi interzona: - 4º classificato Panamericano |

## Primo turno

### Girone A
| Data      | Incontro           | Risultato | Sede       |
| --------- | ------------------ | --------- | ---------- |
| 22-3-1997 | Bahamas — Bermuda  | 3-24      | Nassau     |
| 5-4-1997  | Barbados — Bahamas | 23-37     | Bridgetown |
| 19-4-1997 | Bermuda — Barbados | 52-3      | Hamilton   |

|  | Classifica girone A | G | V | N | P | P+ | P- | diff. | PT |
|  | ------------------- | - | - | - | - | -- | -- | ----- | -- |
|  | Bermuda             | 2 | 2 | 0 | 0 | 76 | 6  | +70   | 4  |
|  | Bahamas             | 2 | 1 | 0 | 1 | 40 | 47 | -7    | 2  |
|  | Barbados            | 2 | 0 | 0 | 2 | 26 | 89 | -63   | 0  |

### Girone B
| Data       | Incontro                    | Risultato | Sede          |
| ---------- | --------------------------- | --------- | ------------- |
| 11-11-1996 | Trinidad e Tobago — Brasile | 41-0      | Port of Spain |

|  | Classifica girone B | G | V | N | P | P+ | P- | diff. | PT |
|  | ------------------- | - | - | - | - | -- | -- | ----- | -- |
|  | Trinidad e Tobago   | 1 | 1 | 0 | 0 | 41 | 0  | +41   | 2  |
|  | Brasile             | 1 | 0 | 0 | 1 | 0  | 41 | -41   | 0  |
|  | Guyana              | - | - | - | - | -  | -  | -     | -  |

### Esito del primo turno
- Bermuda e Trinidad e Tobago qualificata al secondo turno

## Secondo turno
| Data       | Incontro                    | Risultato | Sede          |
| ---------- | --------------------------- | --------- | ------------- |
| 20-9-1997  | Trinidad e Tobago — Cile    | 6-35      | Port of Spain |
| 5-10-1997  | Bermuda — Trinidad e Tobago | 52-6      | Hamilton      |
| 18-10-1997 | Cile — Bermuda              | 65-8      | Santiago      |

|  | Classifica 2º turno | G | V | N | P | P+  | P- | diff. | PT |
|  | ------------------- | - | - | - | - | --- | -- | ----- | -- |
|  | Cile                | 2 | 2 | 0 | 0 | 100 | 14 | +86   | 4  |
|  | Bermuda             | 2 | 1 | 0 | 1 | 60  | 71 | -11   | 2  |
|  | Trinidad e Tobago   | 2 | 0 | 0 | 2 | 12  | 87 | -75   | 0  |

### Esito del secondo turno
- Cile qualificato al terzo turno

## Terzo turno
| Data      | Incontro           | Risultato | Sede       |
| --------- | ------------------ | --------- | ---------- |
| 21-3-1998 | Cile — Paraguay    | 54-6      | Santiago   |
| 28-3-1998 | Paraguay — Uruguay | 3-43      | Asunción   |
| 4-4-1998  | Uruguay — Cile     | 20-14     | Montevideo |

|  | Classifica 3º turno | G | V | N | P | P+ | P- | diff. | PT |
|  | ------------------- | - | - | - | - | -- | -- | ----- | -- |
|  | Uruguay             | 2 | 2 | 0 | 0 | 63 | 17 | +46   | 4  |
|  | Cile                | 2 | 1 | 0 | 1 | 68 | 26 | +42   | 2  |
|  | Paraguay            | 2 | 0 | 0 | 2 | 9  | 97 | -88   | 0  |

### Esito del terzo turno
- Uruguay qualificato alla fase finale del campionato panamericano di rugby 1998

## Girone finale

### Classifica del campionato panamericano 1998
|  | Squadra     | G | V | N | P | P+  | P-  | diff. | PT |
|  | ----------- | - | - | - | - | --- | --- | ----- | -- |
|  | Argentina   | 3 | 3 | 0 | 0 | 161 | 52  | +109  | 6  |
|  | Canada      | 3 | 2 | 0 | 1 | 97  | 83  | +14   | 4  |
|  | Stati Uniti | 3 | 1 | 0 | 2 | 59  | 99  | -40   | 2  |
|  | Uruguay     | 3 | 0 | 0 | 3 | 31  | 114 | -83   | 0  |

### Esito del girone finale
- Argentina, Canada e Stati Uniti: qualificate alla Coppa del Mondo
- Uruguay: ai ripescaggi interzona

## Quadro generale delle qualificazioni
In grassetto le squadre qualificate al turno successivo
| Primo turno                                                                      | Secondo turno                        | Terzo turno                 | Quarto turno                                                               | Qualificate                                                                                     |
| -------------------------------------------------------------------------------- | ------------------------------------ | --------------------------- | -------------------------------------------------------------------------- | ----------------------------------------------------------------------------------------------- |
| Girone A: - Bahamas - Barbados - Bermuda Girone B: - Brasile - Trinidad e Tobago | - Cile - Bermuda - Trinidad e Tobago | - Paraguay - Uruguay - Cile | Campionato panamericano 1998: - Argentina - Canada - Stati Uniti - Uruguay | Qualificate direttamente: - Argentina - Canada - Stati Uniti Ai ripescaggi interzona: - Uruguay |